# Šarišské Čierne
Šarišské Čierne este o comună slovacă, aflată în districtul Bardejov din regiunea Prešov. Localitatea se află la altitudinea de 394 m deasupra n.m., se întinde pe o suprafață de 14,02 km2 și în 2017 număra 308 locuitori. Se învecinează cu comuna Andrejová.

## Istoric
Localitatea Šarišské Čierne este atestată documentar din 1414.

## Demografie
| An:                | 1994 | 2004   | 2014   | 2024   |
| ------------------ | ---- | ------ | ------ | ------ |
| Număr de persoane: | 357  | 325    | 301    | 299    |
| Diferență:         |      | −8,96% | −7,38% | −0,66% |

| An:                | 2023 | 2024   |
| ------------------ | ---- | ------ |
| Număr de persoane: | 294  | 299    |
| Diferență:         |      | +1,70% |